# Łukasz Korolkiewicz
Łukasz Tomasz Korolkiewicz (ur. 25 maja 1948 w Warszawie) – polski malarz, przedstawiciel realizmu symbolicznego, hiperrealizmu, nowej figuracji, profesor sztuk plastycznych (1996); nauczyciel akademicki, od 1996 profesor Akademii Sztuk Pięknych w Warszawie; laureat Nagrody im. Jana Cybisa (1991).

## Życiorys
Urodził się 25 maja 1948 w Warszawie jako drugi syn malarza i śpiewaka operowego Józefa Korolkiewicza. W 1971 obronił z wyróżnieniem dyplom z malarstwa w pracowni prof. Stefana Gierowskiego. W 1975 zaczął malować obrazy, dla których punktem wyjścia były fotografie robione przez artystę. 1 maja 1982 uczestniczył w ulicznej manifestacji „Solidarności”, robiąc zdjęcia. Odtąd stale brał udział w manifestacjach opozycyjnych, dokumentując je fotograficznie. W październiku 1985 zaczął samodzielnie prowadzić pracownię Malarstwa i Rysunku na Wydziale Wzornictwa. 
W 1996 otrzymał tytuł profesora sztuk plastycznych, a w lutym 2001 został mianowany na stanowisko profesora zwyczajnego. Od 2016 współpracuje z Galerią Monopol w Warszawie.

## Twórczość
Jego malarstwo jest figuratywne. Stworzone przez niego prace znajdują się w zbiorach prywatnych i państwowych w kraju i za granicą, m.in. w muzeach narodowych w Warszawie, Krakowie, Poznaniu, Muzeum Sztuki w Łodzi i muzeum Akademii Sztuk Pięknych w Warszawie. Jego obrazy są bardzo malarskim, osobistym świadectwem życia najbliższego, dekadenckiego kręgu przyjaciół artysty i jednocześnie wewnętrznym obrazem jego przeżyć i nastrojów.
W okresie stanu wojennego artysta, związany z podziemiem, namalował serię ulicznych kwietnych krzyży, symboli ulicznego protestu przeciw przemocy. Stałym elementem w jego twórczości jest wykorzystywanie aparatu fotograficznego jako swojego rodzaju szkicownika. Przezrocze fotograficzne zrzutowane na płótno jest punktem wyjściowym dla kompozycji malarskiej.

## Wybrane wystawy indywidualne
- 1971 Galeria Współczesna, Warszawa
- 1977 „Łukasz Korolkiewicz • Malarstwo”, BWA Arsenał, Poznań
- 1981 Galeria MDM, Warszawa
- 1990 „Obrazy z lat 1987-1990”, Muzeum Akademii Sztuk Pięknych, Warszawa
- 1992 „Obrazy”, Galeria ZPAP Mazowiecka, Warszawa
- 1994 „Obrazy 1987-1994”, Galeria Miejska Arsenał, Poznań
- 1996 „Epifanie”, Galeria Kordegarda, Warszawa
- 2002 „W nieruchomym punkcie”, Zachęta Narodowa Galeria Sztuki, Warszawa
- 2008 „Intymne oświetlenie”, Centrum Sztuki Współczesnej Znaki Czasu, Toruń
- 2013 „Peryferie”, Galeria aTak, Warszawa
- 2016 „Zwodziciel”, Państwowa Galeria Sztuki, Sopot
- 2021 „Izolatorium”, Galeria Monopol, Warszawa